# Schlacht von Baquba
Die Schlacht um Baquba fand von Juni bis September 2007 in der irakischen Stadt Baquba, der Hauptstadt der Provinz Diyala, statt. Baquba liegt nordöstlich von Bagdad und gilt als Hochburg von Extremisten. Die Operation begann mit diversen kleineren Einsätzen, mit denen sich die US-Truppen neben ihrem bisherigen Stützpunkt dort weitere Stellungen sichern wollten.
Im Juni 2007 wurde Operation Arrowhead Ripper mit dem Ziel durchgeführt, Baquba und Umgebung von Aufständischen zu befreien und wieder unter die Kontrolle der Koalitionsstreitkräfte zu bringen. Im Verlaufe der Operation wurde das Ziel großteils erreicht, obwohl auch später noch Aufständische in Baquba und Umgebung gesichtet wurden.
Im August 2007 begann die Operation Phantom Strike, die im Nord-Irak die Erfolge der Operation Phantom Thunder weiter festigen sollte. Als Teil dieser Offensive wurde nördlich von Baquba die Operation Lightning Hammer durchgeführt.

## Hintergrund
Im Zuge der Truppenerhöhungen und diversen Operationen im Frühjahr 2007 zogen sich die al-Qaida-Kämpfer aus Bagdad und Umgebung in die Provinz Diyala zurück. Baquba wurde von ihnen zur Hauptstadt des „Islamischen Staates im Irak“ ernannt. Die Aufständischen errichteten in der ganzen Provinz Stellungen, Trainingslager und Nachschubdepots und verminten Straßen mit Sprengfallen.

## Beteiligte Einheiten

### Koalitionsstreitkräfte
- 3rd Stryker Brigade Combat Team (SBCT), 2nd Infantry Division. Kommandiert von COL Townsend
- 5th Battalion, 20th Infantry. Kommandiert von LTC Antonia
- B Troop, 1st Squadron, 14th Cavalry Regiment zusammengeführt mit 5-20.
- 1st Battalion, 23rd Infantry. Kommandiert von LTC Smiley
- Teile der irakischen 5. Division

### US-Einheiten
- 4th SBCT, 2nd Infantry Division
- 2nd Squadron, 1st Cavalry,
- 3rd Brigade Combat Team (BCT), 82nd Airborne Division
- 5th Squadron, 73rd Cavalry
- 3rd BCT, 1st Cavalry Division
- 1st Battalion, 12th Cavalry
- 25th Infantry Division
- Teile des 2nd Battalion, 35th Infantry Regiment, 3rd BCT
- Kampfhubschrauber der 25th Combat Aviation Brigade.

### Aufständische
Genaue Aufstellung unbekannt, der Großteil der Kämpfer gehörte vermutlich der Khalf al-Mutayibeen – der Allianz islamistischer sunnitischer Gruppen – an.

## Die Schlacht

### Die Schlacht um Baquba beginnt

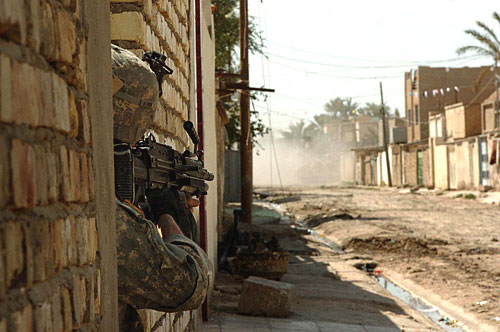
Ein Soldat sichert eine Straße in Baquba

Am 10. März 2007 rückte das 5th Battalion, 20. Infantry Regiment unter dem Kommando von Lt. Col. Bruce Antonia aus Bagdad aus, um den „Islamischen Staat im Irak“ in seiner selbsterklärten Hauptstadt zu bekämpfen. Nachdem die US-Truppen am 13. März Baquba erreicht hatten, begannen in Baquba und Umgebung die Kampfhandlungen. Die Aufständischen waren auf den Angriff vorbereitet und hatten die Stadt mit Verteidigungsstellungen befestigt und Sprengfallen verlegt. Kurz nach ihrem Beginn wurde die Offensive zum ersten Mal gestoppt, als auf einer zwei Kilometer langen Straße etwa 30 Sprengfallen entdeckt wurden. Ein Sprengsatz hatte direkt zu Beginn des Angriffs einen Stryker vernichtet. Den ganzen Tag über wurden die US-Truppen aus Hinterhalten und mit Sprengfallen attackiert. Am Ende des Tages waren 2 Stryker zerstört, 1 Soldat getötet und 12 verwundet worden. Mit Hilfe von Luftunterstützung konnten die US-Truppen etwa 40 bis 50 Aufständische töten.

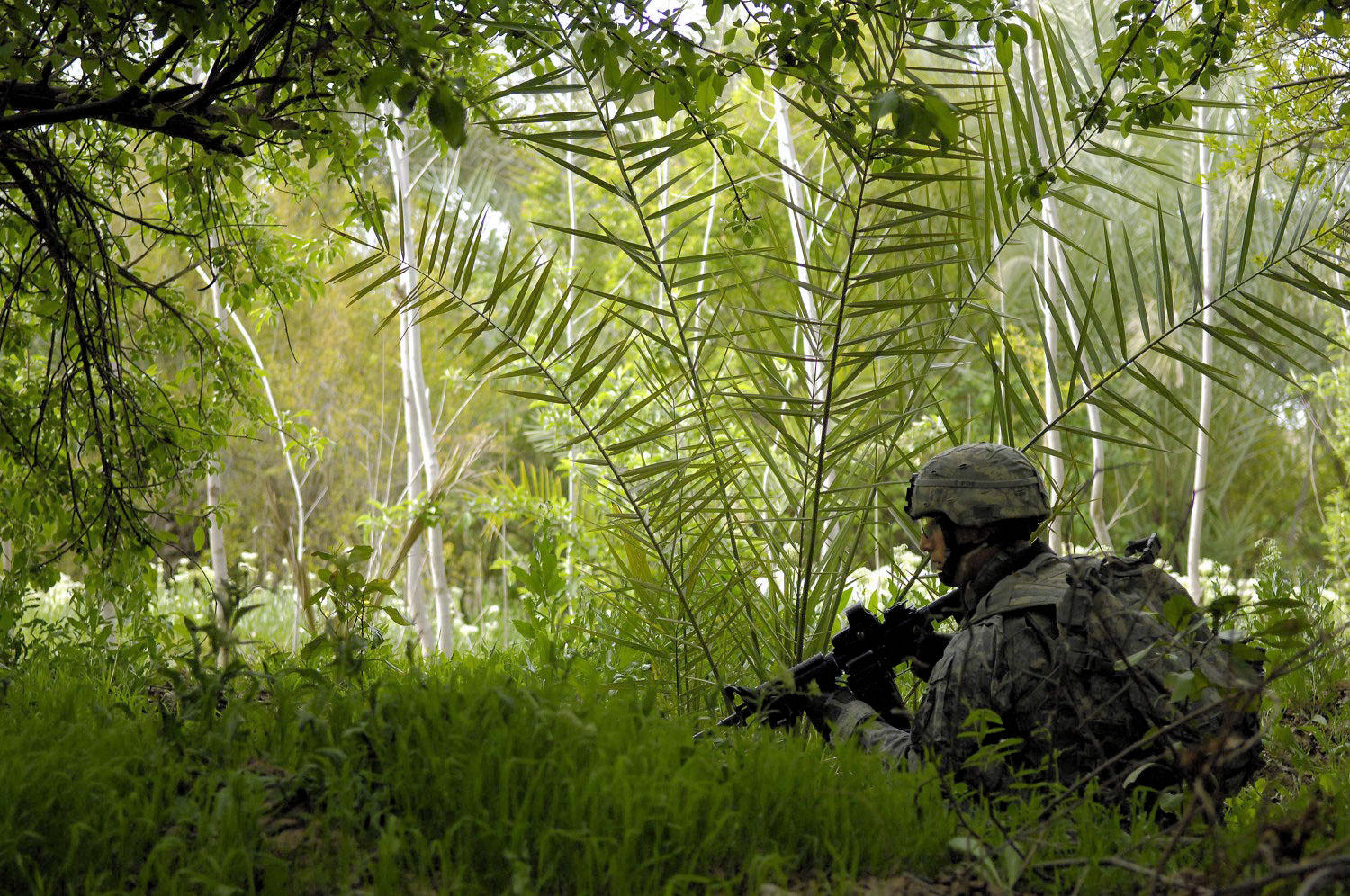
US-Truppen nahe Buhriz

Am selben Tag begann das Bataillon auch einen Angriff auf ein dschungel-ähnliches Gebiet, das die Stadt Buhriz umgibt. Dieses lag fest in der Hand der „Revolutionsbrigaden von 1920“. In diesem Gebiet flammten Nahkämpfe auf, die den Kämpfen während des Vietnamkriegs nicht unähnlich waren. 

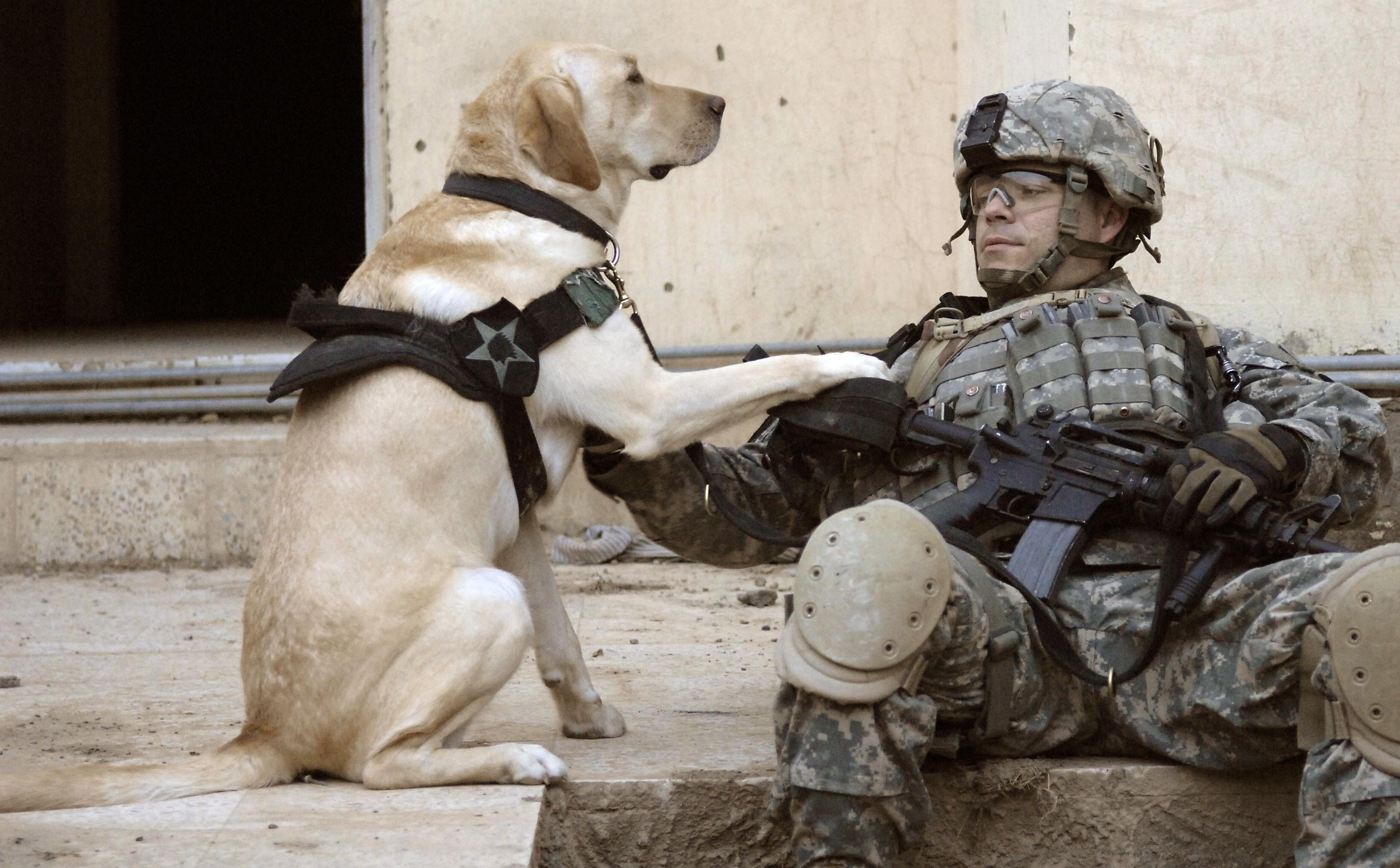
Ein US-Soldat mit einem Spürhund in Buhriz

Die Aufständischen führten kurze Angriffe aus dem Hinterhalt durch und hatten das Gelände teilweise vermint. Nach einer Woche schwerer Kämpfe konnten die US-Streitkräfte das Gebiet schließlich unter ihre Kontrolle bringen. Während der nächsten Monate eroberte eine amerikanische Task Force unter Führung des 5. Bataillons in seinen bislang schwersten Kämpfen die Stadt Baquba. Die schwer befestigten Stadtteile Tahrir und Neu-Baquba wurden als erstes von den US-Truppen erobert. Der Vormarsch wurde in der Folge durch Sprengfallen erneut verzögert, bei einer Explosion kamen am 6. Mai sechs amerikanische Soldaten ums Leben. Die Häuserkämpfe in Baquba waren zu dieser Zeit die heftigsten Auseinandersetzungen im gesamten Irak. In einem verzweifelten Versuch gelang es den Aufständischen nicht, die Kontrolle über Baquba zurückzugewinnen. Nachdem der östliche Teil der Stadt erobert worden war, wurde der westliche Teil der Stadt von den US-Truppen umschlossen. Zu Beginn des Monats Juli wurde ein weiteres Bataillon zur Unterstützung herbeigerufen, um nun auch den West-Teil der Stadt einzunehmen.

### Operation Arrowhead Ripper
Im Juni 2007 begannen die Koalitionsstreitkräfte eine Großoffensive mit dem Namen Operation Phantom Thunder, mit der die Umgebung von Bagdad befriedet werden sollte. Im Zuge der Offensive startete die Multinational Division – Nord die Operation Arrowhead Ripper in der Provinz Diyala. Das 3rd Stryker Brigade Combat Team, 2nd Infantry, begann die Offensive mit einer Luftlandung am Morgen des 18. Juni 2007. Bis zum Morgengrauen hatten die Bodentruppen sowie Kampfhubschrauber bereits mehr als 22 Aufständische getötet. Insgesamt wurden am ersten Tag 30 Aufständische und ein US-Soldat bei den Kämpfen getötet.
An der Operation nahmen insgesamt etwa 10.000 Soldaten mit Unterstützung durch Kampfhubschrauber sowie Stryker- und Bradley-Kampffahrzeugen teil. Nach Aussage eines Offiziers war das Endziel die Befreiung Baqubas und die Errichtung einer neuen öffentlichen Verwaltung sowie die Vernichtung aller al-Qaida-Elemente in der Region.
Am 23. Juni wurden zwei ranghohe Mitglieder einer Extremistengruppe gefangen genommen und nach Bagdad gebracht. Es wird allerdings angenommen, dass die meisten Anführer Baquba bereits vor Beginn der Kämpfe verlassen hatten.
Am 26. Juni kam es erneut zu schweren Kämpfen, bis zu diesem Tag waren bereits etwa 55 Aufständische getötet worden.

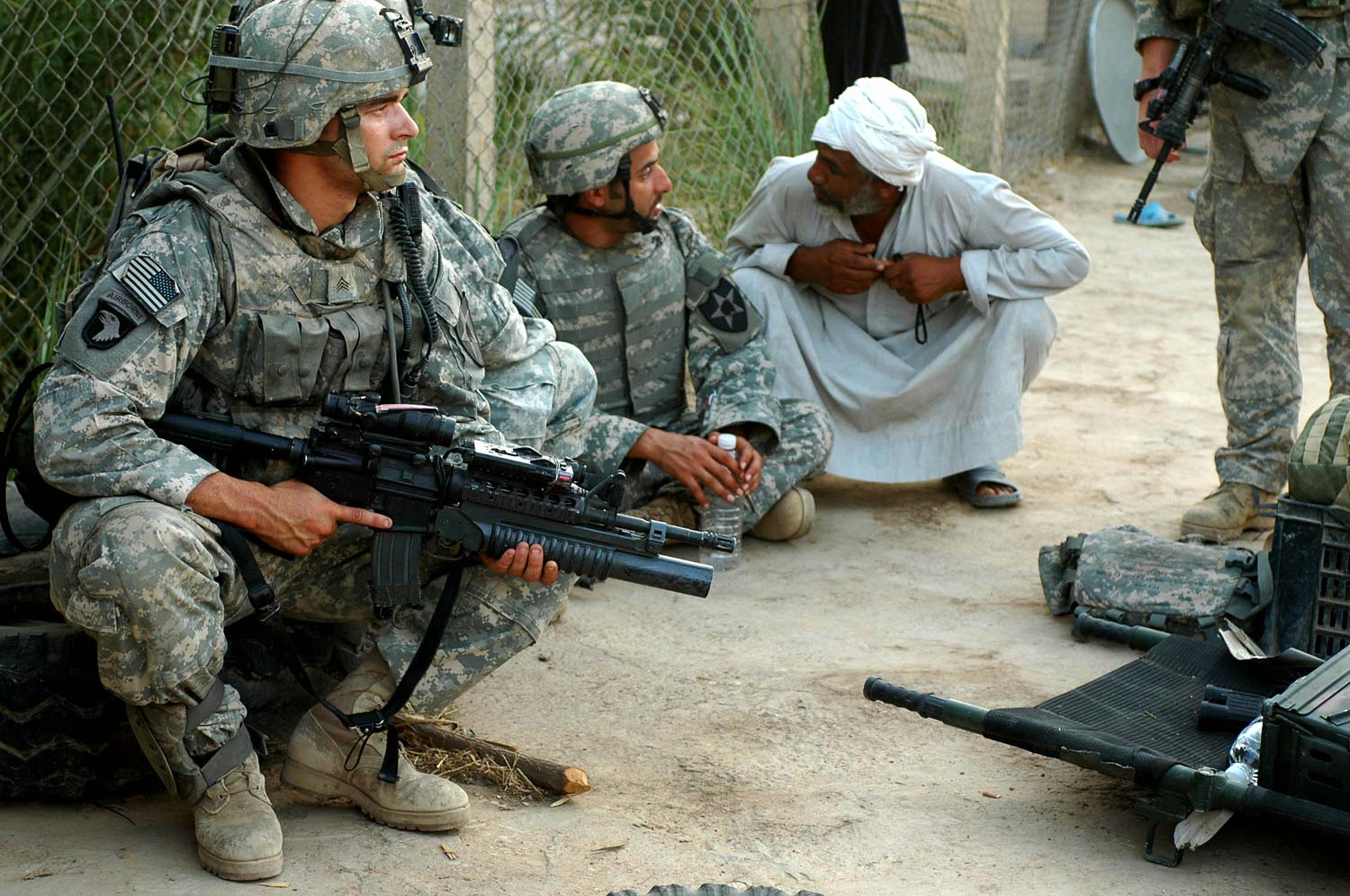
US-Truppen im Gespräch mit Einheimischen

Bis zum 28. Juni konnten die Kämpfe in einigen Teilen von Baquba bereits eingestellt werden. Die Koalitionsstreitkräfte konnten sich bei Tageslicht und relativ ungehindert in einigen Stadtteilen bewegen. Am 1. Juli kamen drei irakische Soldaten bei einer Razzia ums Leben, aber der Großteil der Gewalt war nun kaum noch rebellischen Ursprungs.
Am 4. Juli wurde bekannt gegeben, dass Baquba nun genauso sicher sei wie andere Regionen im Bereich der Multinational Division – Nord.
Allerdings entwickelte sich im Zuge der Operation der Ort Al-Khalis, ca. 15 Kilometer von Baquba entfernt, immer mehr zu einem Sammelpunkt der Extremisten. Auch die nahe gelegene FOB Grizzly sowie das Camp Ashraf, etwas weiter entfernt, konnten die Aufständischen nicht davon abhalten.
Am 3. Juli töteten MNF-Truppen 25 Aufständische während eines Einsatzes bei Mukhisa, nordöstlich von Baquba. Diese dreitägige Operation sollte die Operation Arrowhead Ripper unterstützen. Allerdings kam es dort wenig später bereits erneut zu Kämpfen, bei denen die US-Truppen in derselben Woche noch einige Verluste erlitten.
Da den Massenmedien der Zugang zum Kampfgebiet nicht möglich war, wurde nur sehr wenig darüber bekannt, was sich in der Provinz Diyala, speziell den Gegenden um Muallimin, Mafraq und Gatoun abspielte. Anwohner berichteten später von starken Bombenangriffen und die Irakische Islamische Partei beschuldigte die Koalitionstruppen, in Baquba ein neues Massaker begangen zu haben. In einem Statement dieser Gruppe hieß es, die Operationen der US-geführten Streitkräfte hätten über 350 Menschen in Baquba das Leben gekostet, die meisten davon seien immer noch unter Trümmern begraben.
Die US-Truppen mussten eingestehen, dass etwa 80 Prozent aller al-Qaida-Anführer das Kampfgebiet zu Beginn der Operation fluchtartig hatten verlassen können.

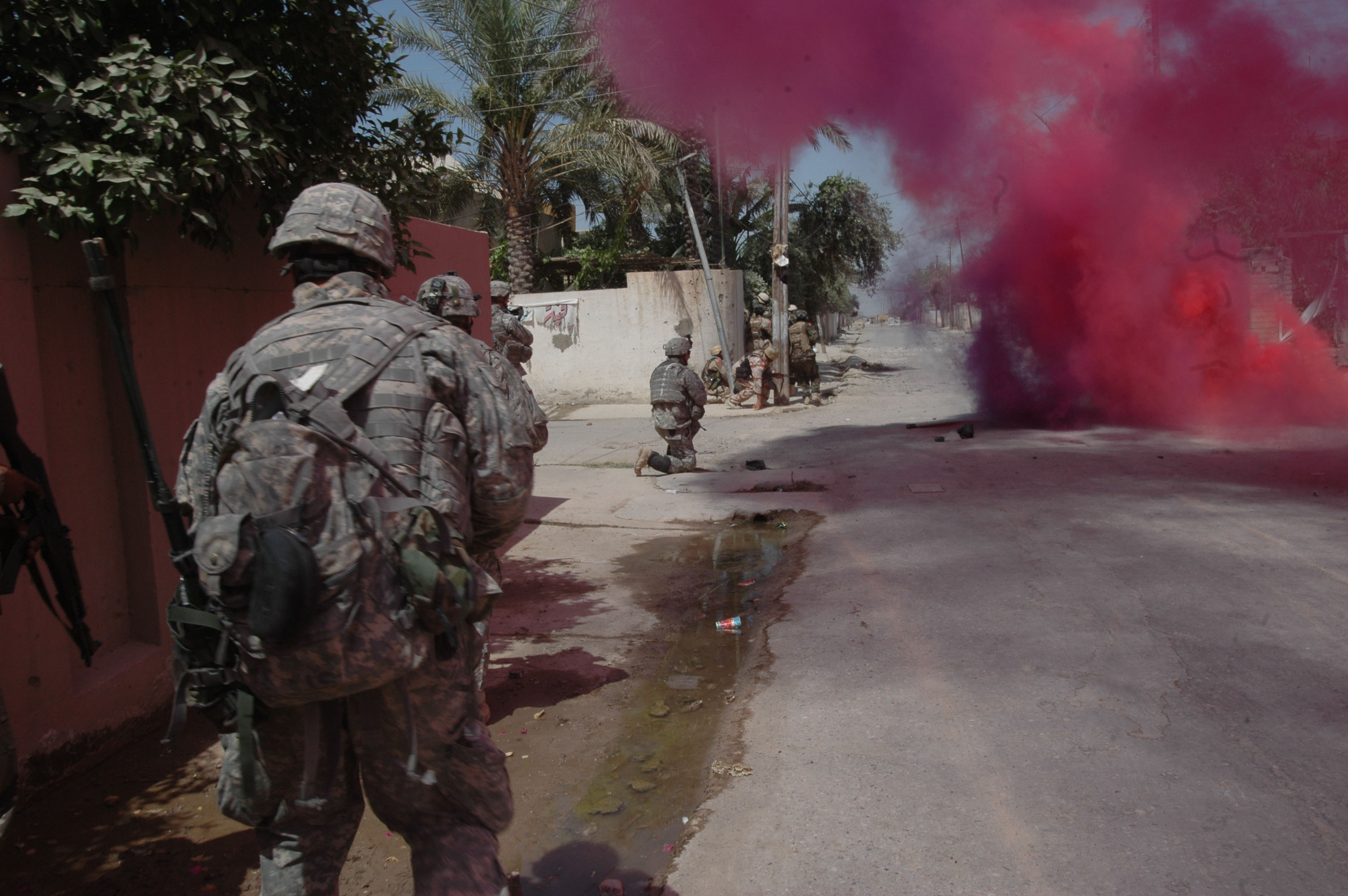
US-Truppen rücken unter Rauchdeckung in Baquba vor

Am 14. August endete die Operation Phantom Thunder und damit am 19. August auch die untergeordnete Operation Arrowhead Ripper. Baquba konnte im Laufe der Kämpfe gesichert werden, allerdings hielten sich dort immer noch Aufständische auf, wenn auch nicht mehr in so großer Zahl wie zuvor.

### Operation Lightning Hammer
Die Operation Lightning Hammer begann am 13. August 2008 als Nachfolgerin der Operation Arrowhead Ripper im Rahmen der Operation Phantom Strike. Ziel der rund 16.000 beteiligten US-Truppen und ihrer irakischen Verbündeten war die Säuberung des Diyala-Flusstals von Aufständischen. Im Zuge der Operation wurden 50 Dörfer in Diyala befreit, 26 al-Qaida-Mitglieder wurden getötet sowie weitere 37 Verdächtige festgenommen. Die Operation endete am 1. September 2007 und wurde von der Operation Lightning Hammer II abgelöst.